# パシフィック・スパイク
PACIFIC SPIKE（パシフィック・スパイク）は、NSユナイテッド海運が運航するばら積み貨物船。世界初の長尺レール運搬専用船
。日本船舶海洋工学会が選ぶシップ・オブ・ザ・イヤー2014大型貨物船部門賞。

## 構造
1本150メートルのレールを積載するため、長さ約155メートルの単一の貨物倉を有する。1本当たり約10トンのレールを2,000本積載できる。通常の外航貨物船は貨物倉が水密隔壁で仕切られて複数に分かれているが、本船は、水密隔壁なしで船体の強度や安全性を確保する設計により、長尺レールの積載を可能にした。
左舷甲板上に50トンデッキクレーンを3基有する。これらのクレーンは、居住区前の操作デッキからリモコンで操縦できる。長尺レールを荷役する際には、5本のレールを3基のクレーンで同時に吊り上げる。このため、1基のクレーンを操縦すると、ほかの2基が同じ動きをするように制御できる。
ファンネルマークはアメリカ国道の標識（en:U.S. Route shield）に似た図形の上段に「LRC」、下段に「480」が入ったもの。「LRC」は長尺レール運搬船（long rail carrier）を表し、「480」はレールの長さ（480フィート、約146メートル）を表す。

## 運航
本船は住友商事の関連会社であるSky Tree Shipping S.A.（パナマ法人）が所有し、NSユナイテッド海運が傭船する。
2014年から、北九州市の北九州港からアメリカ合衆国 カリフォルニア州 ストックトンのストックトン港（en:Port of Stockton）まで、日本製鉄八幡製鉄所で製造したレールを運搬している。2015年時点の情報では、両港の間を年6往復する。ストックトン港で陸揚げされたレールはユニオンパシフィック鉄道（UP鉄道）に納入される。
八幡製鉄所では世界で唯一、150メートルの長さでレールを製造している。しかしながら、同製鉄所では従来、これを6分割して25メートルの長さにし、貨物船に積載していた。本船の就航と製鉄所・陸揚げ港の取扱い設備の完成により、150メートルのレールの輸出が初めて可能になった（日本国内向けは鉄道輸送）。
UP鉄道では、従来、25メートルの定尺レールを溶接して4分の1マイル（約400メートル）の長さにした上で貨車で現場に運び、更に現場で溶接して長くして使用していた。150メートルの長尺レールに切り替えたことで、レールの溶接箇所を従来の6分の1に減らすことができた。これにより、安全性の向上、溶接作業のコスト削減、軌道の保守点検作業のコスト削減が図られた。UP鉄道は、150メートルのレールの使用を高く評価した。